# Patrick Philbin
Patrick Philbin (ur. 4 sierpnia 1874 w Castlebar, zm. w 1929 w Liverpoolu) – brytyjski przeciągacz liny, wicemistrz olimpijski.
Philbin startował na Letnich Igrzyskach Olimpijskich 1908 w Londynie, gdzie wraz z drużyną Liverpool Police Team zdobył srebro w przeciąganiu liny. Jego zespół wygrał spotkanie pierwszej rundy z drużyną z USA 1–0, a w półfinale pokonał drużynę szwedzką 2–0. W finale Liverpool Police Team przegrał z brytyjską drużyną London Police Team 0–2.
Była to jedyna konkurencja olimpijska, w której startował Philbin.